# Michu
Miguel Pérez Cuesta, meglio noto come Michu (Oviedo, 21 marzo 1986), è un dirigente sportivo ed ex calciatore spagnolo, di ruolo centrocampista o attaccante, direttore sportivo del Burgos.

## Biografia
Nel novembre del 2012, assieme ai connazionali della Premier League Santi Cazorla e Juan Manuel Mata, decide di acquistare delle azioni del club della sua città di cui era stato anche giocatore, il Real Oviedo, che cercava di raccogliere fondi per circa 2 milioni di euro per restare nel terzo livello del calcio spagnolo.

## Caratteristiche tecniche
Trequartista mancino, poteva giocare anche come prima o seconda punta. Forte fisicamente, nei colpi di testa, e abile negli inserimenti non era però dotato di grande velocità, faceva della tecnica e della copertura di palla i suoi punti di forza.

## Carriera

### Club

#### Gli inizi
Nel 2003, dopo il fallimento della Real Oviedo e la sua retrocessione direttamente nella Tercera División, i giocatori abbandonarono la squadra che puntò in seguito sui giovani più promettenti della "cantera". Di questo gruppo faceva parte Michu, che debuttò nella Tercera División con la Real Oviedo nella stagione 2003-2004. Dopo la sconfitta nei play-off per la promozione in Segunda División B con l'Arteixo, la stagione successiva, Michu riesce a centrare la promozione con la Real Oviedo, essendo decisivo nell'andata contro l'Ávila marcando i primi 2 gol (uno su calcio di punizione e un altro dopo un'azione personale) dell'1-5 finale.
Dopo due stagioni incolore della Real Oviedo in terza serie, si verifica nuovamente la retrocessione in quarta serie e Michu passa al Celta de Vigo B, dove rimarrà per poco tempo perché passa subito a giocare con la prima squadra, dove ha giocato più di 100 partite fino al 2011.

#### Rayo Vallecano
Nel 2011 alla scadenza del contratto passa al Rayo Vallecano, club madrileno che tornava a giocare nuovamente nella massima serie spagnola, firmando un contratto biennale. Disputa il suo primo incontro nella massima divisione spagnola il 28 agosto contro l'Athletic Bilbao. Il primo gol lo sigla il 18 settembre in casa del Getafe. Passa alla ribalta internazionale per i due gol realizzati il 24 settembre contro il Real Madrid di José Mourinho allo stadio Santiago Bernabéu. Il primo di questi dopo 15 secondi, in una partita che però terminerà 6-2 per i blancos. Altra doppietta di valore fu quella nell'Aprile 2012 che siglò contro l'Osasuna. In totale nella stagione 2011-2012 ha segnato ben 15 gol senza rigori in campionato (più due in due partite in coppa del Re) con la maglia del Rayo Vallecano pur giocando come centrocampista alle spalle dell'unica punta (che da gennaio sarà Diego Costa) diventando il secondo miglior goleador debuttante nella Primera División e arrivando nono nella classifica marcatori (primo tra i centrocampisti).

#### Swansea City
Dopo la stagione al Rayo Vallecano, passa allo Swansea City per circa 3 milioni di euro firmando un contratto triennale. Il 18 agosto fa il suo esordio realizzando una doppietta e fornendo un assist nella partita vinta 5-0 dalla sua squadra contro il Queens Park Rangers. Il 6 gennaio 2013 realizza uno dei due goal con cui lo Swansea pareggia in casa 2-2 contro l'Arsenal nei Trentaduesimi di Finale di FA Cup. Il 9 gennaio 2013 realizza uno dei due goal con cui lo Swansea vince a Stamford Bridge contro il Chelsea nella semifinale d'andata di Football League Cup. Il 23 gennaio 2013 firma il rinnovo di contratto fino al 2016.
Il 24 febbraio 2013 realizza il secondo goal nella vittoria per 5-0 contro il Bradford City nella finale di Football League Cup con cui lo Swansea vincerà la competizione per la prima volta nella sua storia. Conclude la sua prima stagione in Premier League segnando 18 gol (senza rigori) in 35 partite arrivando così quinto nella classifica marcatori, tra cui una doppietta all'Emirates Stadium contro l'Arsenal e due goal tra andata e ritorno al Manchester United venendo nominato miglior giocatore dell'anno della sua squadra, miglior giocatore dell'anno della sua squadra per i tifosi, straniero dell'anno della sua squadra e miglior marcatore stagionale della sua squadra.
Nella stagione 2013-14 problemi al ginocchio prima e alla caviglia poi, ne condizionano l'andamento e le presenze in campo durante tutta l'annata in cui realizzerà solo 6 gol in 24 partite totali.

#### Prestito al Napoli
Il 17 luglio 2014 viene acquistato dal Napoli con la formula del prestito con diritto di riscatto. Il 19 agosto debutta ufficialmente in maglia azzurra, durante il match giocato al San Paolo, valevole per i preliminari di Champions League, contro l'Athletic Bilbao (1-1), subentrando al 78º minuto al posto di Marek Hamsik. A causa del ripresentarsi dei problemi al ginocchio già avuti in passato, colleziona l'ultima presenza in campo il 23 ottobre contro lo Young Boys, in Europa League, saltando quindi tutto il resto della stagione. Chiude la sua prima ed unica annata al Napoli con sei presenze all'attivo tra campionato e coppe, senza mai andare a segno. A fine stagione fa ritorno allo Swansea City, ma il 9 novembre 2015 rescinde consensualmente il suo contratto con gli Swans.

#### Ultimi club e ritiro
Dopo aver valutato anche l'ipotesi di ritirarsi dall'attività agonistica a causa dei problemi fisici, il 21 dicembre 2015 firma con il Langreo, squadra della quarta serie spagnola allenata dal fratello Hernán, con contratto a decorrere dal 4 gennaio seguente. Esordisce l'8 gennaio 2016, tornando in campo 15 mesi dopo l'ultima gara disputata.
Il 19 agosto 2016 ritorna al Real Oviedo, nella seconda serie spagnola, firmando un contratto annuale. Dopo aver concluso la stagione con una sola rete in 27 presenze, il 17 luglio 2017, a causa dei troppi infortuni alla caviglia, si ritira dal calcio giocato.

## Statistiche

### Presenze e reti nei club
Statistiche aggiornate al 20 maggio 2017.
| Stagione           | Squadra            | Campionato         | Campionato | Campionato | Coppe nazionali | Coppe nazionali | Coppe nazionali | Coppe continentali | Coppe continentali | Coppe continentali | Altre coppe | Altre coppe | Altre coppe | Totale | Totale |
| Stagione           | Squadra            | Comp               | Pres       | Reti       | Comp            | Pres            | Reti            | Comp               | Pres               | Reti               | Comp        | Pres        | Reti        | Pres   | Reti   |
| ------------------ | ------------------ | ------------------ | ---------- | ---------- | --------------- | --------------- | --------------- | ------------------ | ------------------ | ------------------ | ----------- | ----------- | ----------- | ------ | ------ |
| 2003-2004          | Real Oviedo        | TD                 | 19         | 3          | CR              | 0               | 0               | -                  | -                  | -                  | -           | -           | -           | 19     | 3      |
| 2004-2005          | Real Oviedo        | TD                 | 19         | 4          | CR              | 0               | 0               | -                  | -                  | -                  | -           | -           | -           | 19     | 4      |
| 2005-2006          | Real Oviedo        | SDB                | 31         | 3          | CR              | 3               | 0               | -                  | -                  | -                  | -           | -           | -           | 34     | 3      |
| 2006-2007          | Real Oviedo        | SDB                | 31         | 3          | CR              | 0               | 0               | -                  | -                  | -                  | -           | -           | -           | 31     | 3      |
| Totale Real Oviedo | Totale Real Oviedo | Totale Real Oviedo | 100        | 13         |                 | 3               | 0               |                    | -                  | -                  |             | -           | -           | 103    | 13     |
| 2007-2008          | Celta Vigo B       | SDB                | 28         | 10         | -               | -               | -               | -                  | -                  | -                  | -           | -           | -           | 28     | 10     |
| 2007-2008          | Celta Vigo         | SD                 | 14         | 1          | CR              | 0               | 0               | -                  | -                  | -                  | -           | -           | -           | 14     | 1      |
| 2008-2009          | Celta Vigo         | SD                 | 26         | 1          | CR              | 2               | 0               | -                  | -                  | -                  | -           | -           | -           | 28     | 1      |
| 2009-2010          | Celta Vigo         | SD                 | 30         | 6          | CR              | 6               | 2               | -                  | -                  | -                  | -           | -           | -           | 36     | 8      |
| 2010-2011          | Celta Vigo         | SD                 | 31+2       | 6+1        | CR              | 1               | 0               | -                  | -                  | -                  | -           | -           | -           | 34     | 7      |
| Totale Celta Vigo  | Totale Celta Vigo  | Totale Celta Vigo  | 101+2      | 14+1       |                 | 9               | 2               |                    | -                  | -                  |             | -           | -           | 112    | 17     |
| 2011-2012          | Rayo Vallecano     | PD                 | 37         | 15         | CR              | 2               | 2               | -                  | -                  | -                  | -           | -           | -           | 39     | 17     |
| 2012-2013          | Swansea City       | PL                 | 35         | 18         | FACup+CdL       | 2+6             | 1+3             | -                  | -                  | -                  | -           | -           | -           | 43     | 22     |
| 2013-2014          | Swansea City       | PL                 | 17         | 2          | FACup+CdL       | 0               | 0               | UEL                | 7                  | 4                  | -           | -           | -           | 24     | 6      |
| Totale Swansea     | Totale Swansea     | Totale Swansea     | 52         | 20         |                 | 8               | 4               |                    | 7                  | 4                  |             | -           | -           | 67     | 28     |
| 2014-2015          | Napoli             | A                  | 3          | 0          | CI              | 0               | 0               | UCL+UEL            | 1+2                | 0                  | SI          | 0           | 0           | 6      | 0      |
| nov. 2015-2016     | Langreo            | TD                 | 13+4       | 10+2       | CR              | -               | -               |                    | -                  | -                  |             | -           | -           | 17     | 12     |
| 2016-2017          | Real Oviedo        | SD                 | 27         | 1          | CR              | 1               | 2               | -                  | -                  | -                  | -           | -           | -           | 28     | 3      |
| Totale carriera    | Totale carriera    | Totale carriera    | 367        | 86         |                 | 23              | 10              |                    | 10                 | 4                  |             | 0           | 0           | 400    | 100    |

### Cronologia presenze e reti in nazionale
| Cronologia completa delle presenze e delle reti in nazionale ― Spagna | Cronologia completa delle presenze e delle reti in nazionale ― Spagna | Cronologia completa delle presenze e delle reti in nazionale ― Spagna | Cronologia completa delle presenze e delle reti in nazionale ― Spagna | Cronologia completa delle presenze e delle reti in nazionale ― Spagna | Cronologia completa delle presenze e delle reti in nazionale ― Spagna | Cronologia completa delle presenze e delle reti in nazionale ― Spagna | Cronologia completa delle presenze e delle reti in nazionale ― Spagna |
| Data                                                                  | Città                                                                 | In casa                                                               | Risultato                                                             | Ospiti                                                                | Competizione                                                          | Reti                                                                  | Note                                                                  |
| --------------------------------------------------------------------- | --------------------------------------------------------------------- | --------------------------------------------------------------------- | --------------------------------------------------------------------- | --------------------------------------------------------------------- | --------------------------------------------------------------------- | --------------------------------------------------------------------- | --------------------------------------------------------------------- |
| 11-10-2013                                                            | Palma di Maiorca                                                      | Spagna                                                                | 2 – 1                                                                 | Bielorussia                                                           | Qual. Mondiali 2014                                                   | -                                                                     | 57’                                                                   |
| Totale                                                                |                                                                       | Presenze                                                              | 1                                                                     |                                                                       | Reti                                                                  | 0                                                                     |                                                                       |

## Palmarès

### Club

#### Competizioni nazionali
- Coppa di Lega inglese: 1

Swansea: 2012-2013
- Supercoppa italiana: 1

Napoli: 2014